# シャローム・サラーム
シャローム・サラーム（SHALOM! SALAAM!）は、2003年7月25日に発売されたソウル・フラワー・ユニオンの7枚目のアルバム。

## 解説
前作『ラヴ・プラスマイナス・ゼロ』同様、本作も実質上「企画盤」的色合いが濃い作品である。
前作で明確に打ち出した「非戦」の立場を、より強く押し出し、5曲のスタジオ新録、3曲のライヴ録音曲ともども、具体的な「非戦」コンセプトに貫かれている。前年の2002年5月20日、彼らはソウル・フラワー・モノノケ・サミットで東ティモールの独立式典に出演しており、東ティモールのライヴや前後に行なわれたフランス・ツアーなどでの体験が、本作の多くの曲に歌い込まれている。
また、新加入のベーシストJIGENが参加した初のアルバムで、前半4曲のスタジオ録音曲のドラムは、池畑潤二（元ルースターズ）が担当している。
なお、「SHALOM」はヘブライ語、「SALAAM」はアラビア語で、それぞれ「平和」を意味する言葉で、アルバム・ジャケットは音楽写真家石田昌隆による南アフリカの写真である。

## 収録曲
1. うたは自由をめざす！ ALL SONGS GO FORWARD TO FREEDOM!
2. スイングゲリラ宣言 SWING-GUERRILLA DECLARATION
3. そら (この空はあの空につながっている) SORA (THIS SKY IS LINKED WITH THAT SKY)
4. リキサからの贈り物 A GIFT FROM LIQUICA (EAST TIMOR)
5. バンクロバー〜ビッグ・アップル〜杓子定木 (インスト)〜戦火のかなた BANKROBBER〜BIG APPLE〜THE FORMALISTS' BLUE (INST.)〜BEYOND THE FLAMES
6. ムーンダンス (インスト)〜ロンドン・デリー MOONDANCE (INST.)〜LONDON DERRY
7. 進軍ラッパ・エレジー (インスト)〜平和に生きる権利 SHINGUN RAPPA ELEGY (INST.)〜THE RIGHT TO LIVE IN PEACE
8. 続・うたは自由をめざす！ ALL SONGS GO FORWARD TO FREEDOM! (REPRISE)

## 備考
- M-4 東ティモールのリキサ村での出逢いを歌っている。
- M-5〜7 ライヴ・レコーディング。